# Sèvre Niortaise
La Sèvre Niortaise è un fiume dell'ovest della Francia, lungo 158 km. Nasce a Sepvret, nel dipartimento dei Deux-Sèvres, e sfocia tra Puyravault (Vandea) e Charron (Charente Marittima). Il fiume è navigabile a valle di Niort.

## Percorso della Sèvre niortaise
Nei seguenti tre dipartimenti: Deux-Sèvres (79), Vandea (85) e Charente Marittima (17), la Sèvre Niortaise attraversa 38 comuni, fra i quali i principali sono (dalla sorgente all'estuario):

### Deux-Sèvres
Sepvret, Chey, Exoudun, La Mothe-Saint-Héray, Saint-Maixent-l'École, La Crèche, François, Chauray, Saint-Gelais, Échiré, Saint-Maxire, Sciecq, Niort, Magné, Coulon, Arçais

### Vandea
Damvix, Maillé, L'Île-d'Elle

### Charente Marittima
Marans, Charron.

## I principali affluenti
(rd=alla destra orografica; rs = alla sinistra orografica)
- La Jeune Autize (rd), 13 km, con il canale della jeune Autize
- La Vieille Autize (rd), 17 km, con il canale della vieille Autize
- La Guirande (rs), 22 km
- Il Lambon (rs), 40,8 km
- Il Mignon (rs), 45,9 km con il canale del Mignon
- La Vandea (rd), 81,7 km
- L'Egray (rd), 24,4 km
- Il Pamproux (rd), 9,2 km
- Il Chambon (rd), 36,1 km